# Loutre Noire
La Loutre Noire est une rivière française du département de Meurthe-et-Moselle, dans la région Grand Est, et un affluent gauche de la Seille, donc un sous-affluent du fleuve le Rhin par la Moselle. Elle est référencée par le service d'administration national des données et référentiels sur l'eau (SANDRE) avec le code A77-0200.

## Géographie

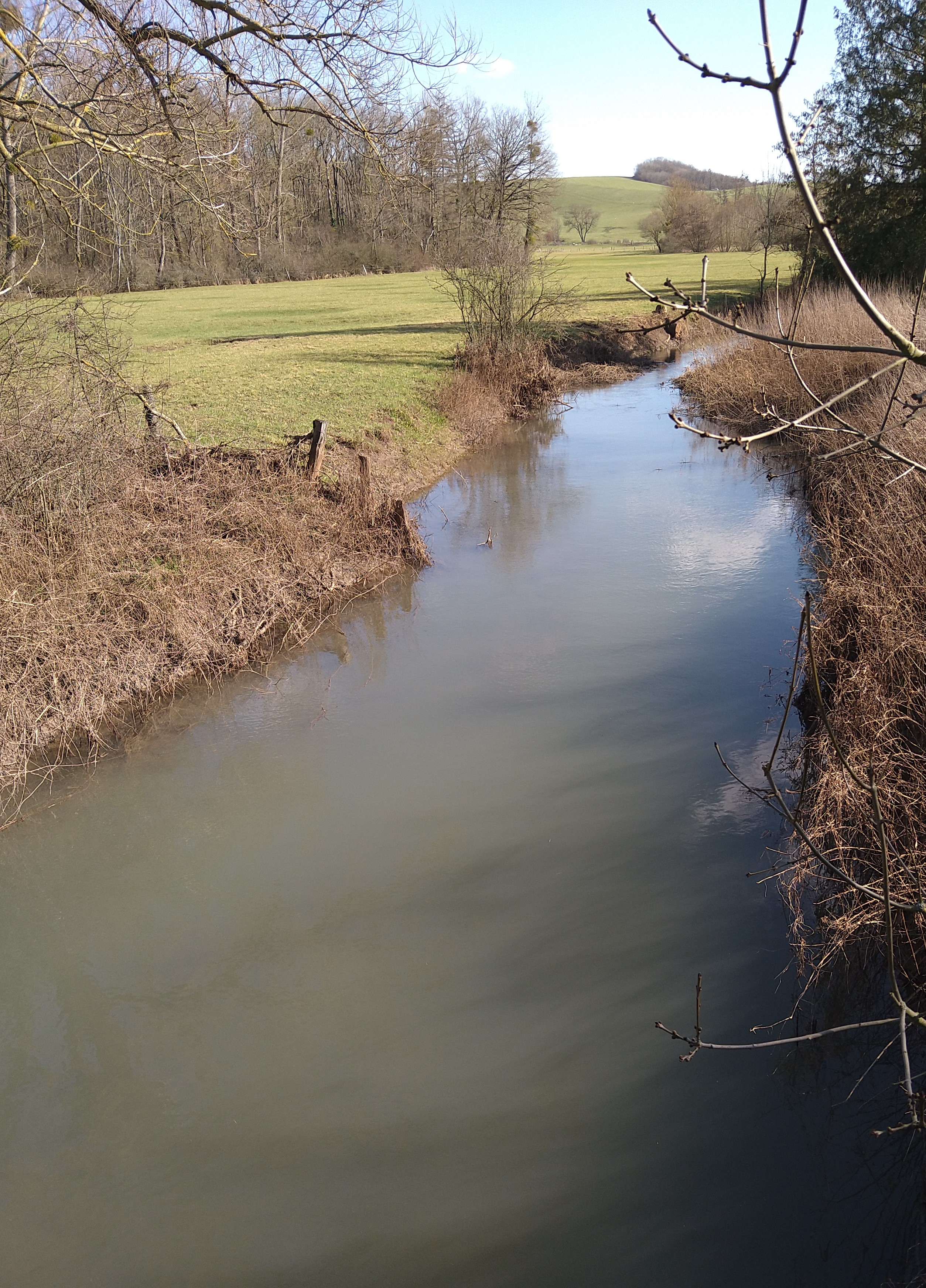
La Loutre Noire à Moncel-sur-Seille au Pré Pagny

Elle prend sa source sur la commune de Réchicourt-la-Petite, au lieu-dit Noire Fontaine, à 264 mètres d'altitude. Elle coule globalement de l'est vers l'ouest, et parcourt environ 18 km. Elle rejoint la Seille en rive gauche à Moncel-sur-Seille, à la frontière avec la commune de Pettoncourt, à 198 mètres d'altitude.

### Communes et cantons traversés
Dans le seul département de Meurthe-et-Moselle, la Loutre Noire traverse les sept communes suivantes, de l'amont vers l'aval, de Réchicourt-la-Petite (source), Juvrecourt, Arracourt, Athienville, Bezange-la-Grande, Sornéville et Moncel-sur-Seille (confluence).
Soit en termes de cantons, la Loutre Noire prend source dans le canton de Baccarat, conflue dans le canton du Grand Couronné, dans les arrondissement de Lunéville et arrondissement de Nancy, dans les intercommunalités communauté de communes du Pays du Sânon et communauté de communes de Seille et Grand Couronné.

### Bassin versant
Son bassin versant est de 84 km2. La Loutre Noire traverse les quatre zones hydrographiques suivantes, « La Loutre Noire du ruisseau d'Athienville à la Seille » (A772), « La Seille de la Loutre Noire au ruisseau des Planches (inclus) » (A773), « La Seille de la Petite Seille à la Loutre Noire » (A770), « La Loutre Noire de sa source au ruisseau d'Athienville (inclus) » (A771),

## Affluents

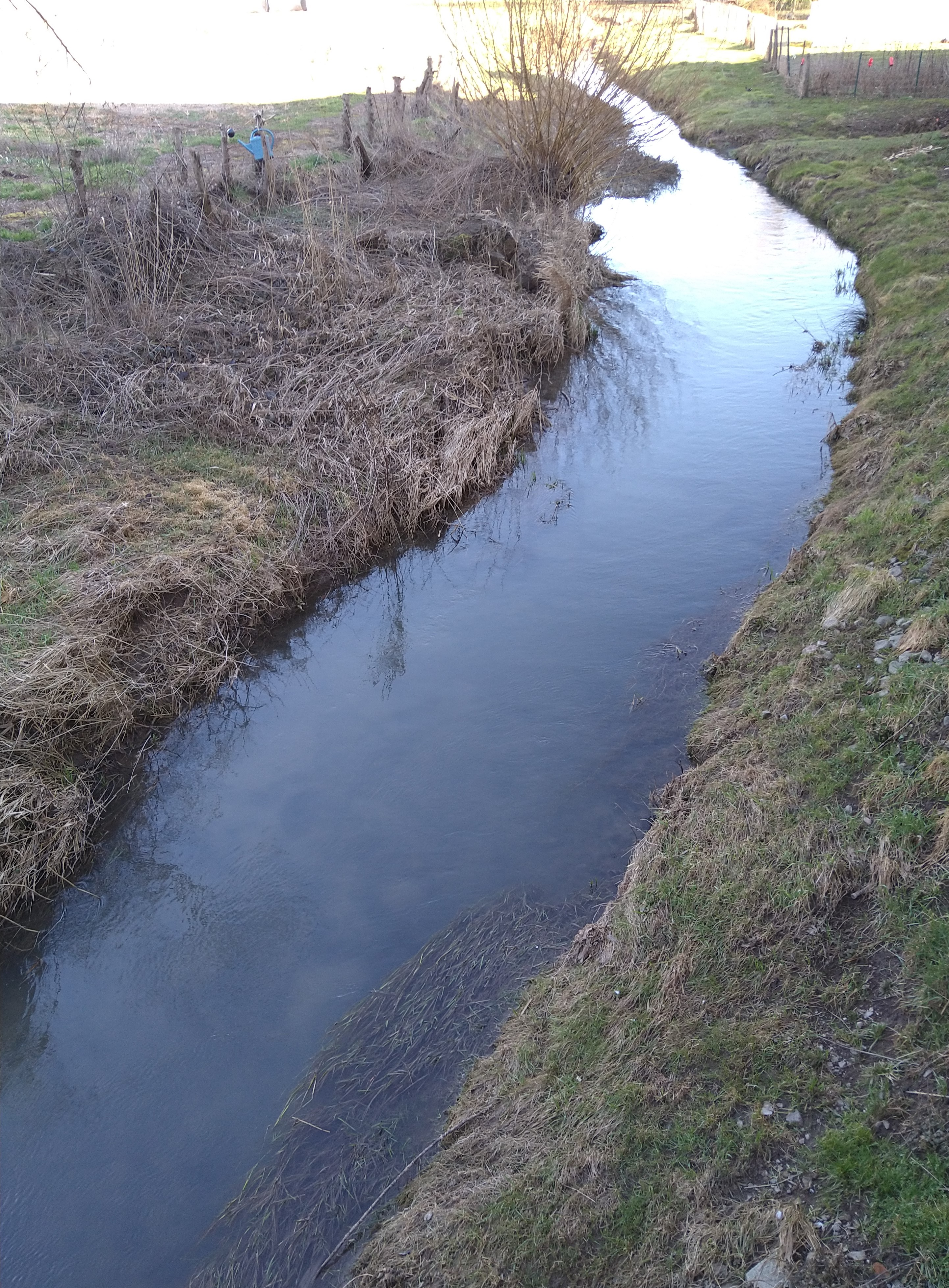
La Loutre Noire à Bezange-la-Grande sur la D 23A rue des Jonquilles côté amont

La Loutre Noire a neuf tronçons affluents référencés dont un seul de plus de cinq kilomètres de longueur et de rang de Strahler trois :
- le Ruisseau d'Athienville (rg[note 2]), 7 km sur les trois communes d'Arracourt, Athienville (source), Bezange-la-Grande (confluence), avec deux affluents :
  - le ruisseau du Moulin (rg), 3 km sur les deux communes de Athienville (confluence) et Serres (source), avec un affluent :
    - le ruisseau du Breuil (rd), 1 km sur les deux communes de Athienville (confluence) et Serres (source).

  - le ruisseau de Basailles (rd), 1 km sur les deux communes de Athienville (source) et Bezange-la-Grande (confluence)

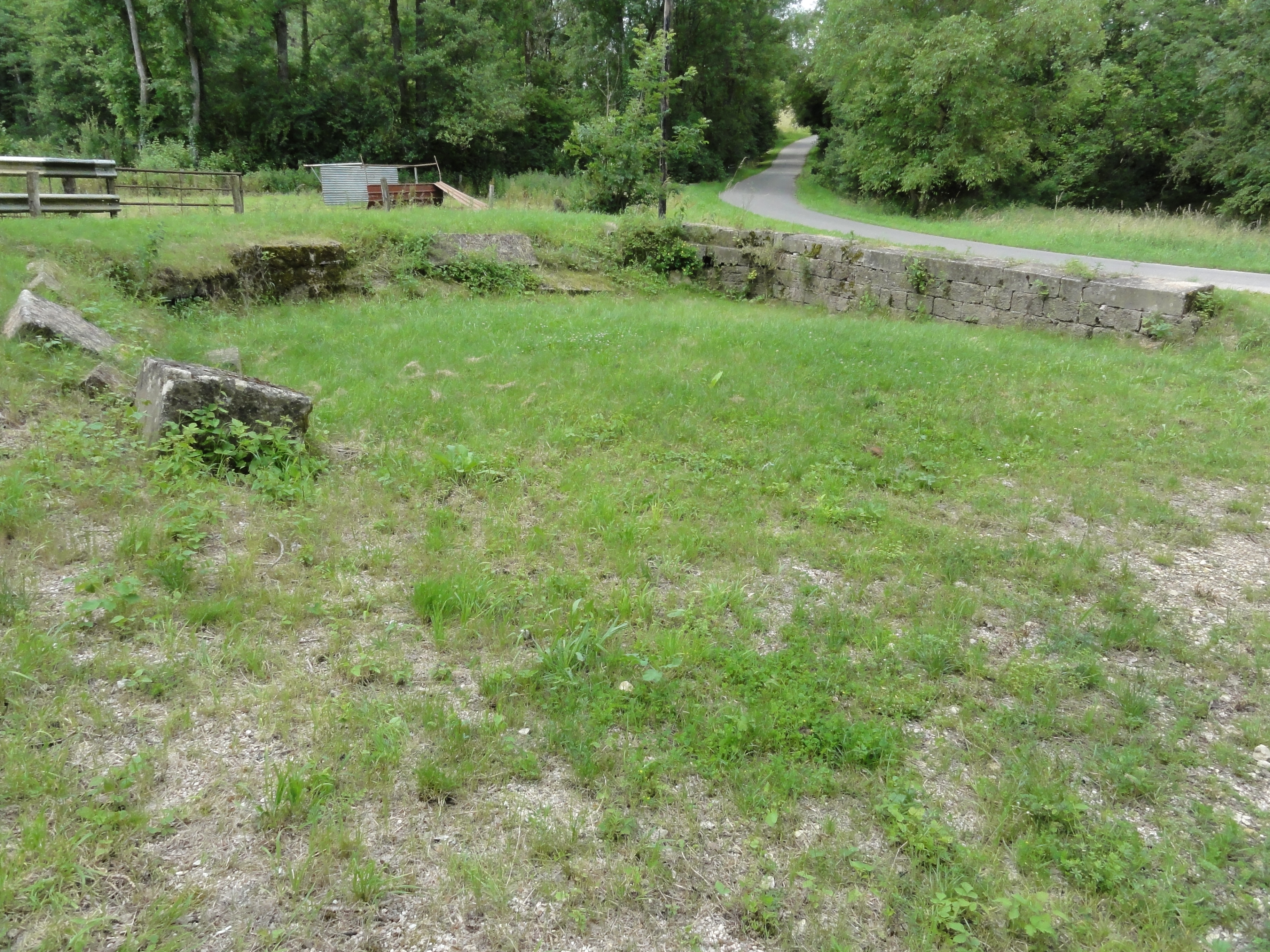
Guéoir à Sornéville.

Les huit autres affluents de moins de six kilomètres et tous de rang de Strahler un (sans affluent) sont :
- le ruisseau des Près Thiebault (rg) 5 km sur les trois communes de Bezange-la-Grande (confluence), Hoéville et Sornéville (source).
- le ruisseau de la Grande Prairie (rg)4,7 km sur la seule commune d'Arracourt.
- le Rupt de Genevé (rg) 4 km sur les trois communes de Erbéviller-sur-Amezule (source), Moncel-sur-Seille (confluence), Sornéville.
- le ruisseau de l'Etang de Bezange (rd), 2 km sur les deux communes de Bezange-la-Grande (confluence), Salonnes (source).
- le ruisseau du Paquis de la Corre (rd), 2 km sur la seule commune de Bezange-la-Grande.
- le ruisseau de la Basse de Ligniere (rd), 2 km sur les deux communes de Bezange-la-Grande (confluence) et Vic-sur-Seille (source).
- le ruisseau du Breuil ou ruisseau du Petit Breuil (rd), 1 km sur les deux communes de Arracourt (source) et Juvrecourt (confluence).
- le ruisseau de Saint-Jean ou ruisseau de Saint Jean fontaine (rd), 1 km sur les deux communes de Athienville (confluence) et Bezange-la-Grande (source).

Géoportail indique plus d'affluents, même nommé, pour la Loutre Noire.

### Rang de Strahler
Donc le rang de Strahler de la Loutre Noire est de quatre par le ruisseau d'Athienville.

## Hydrologie
Son régime hydrologique est dit pluvial. Son module à la confluence est de 0,66 m3/s.

## Étymologie
Son nom officiel est la Loutre Noire mais certains de ses riverains l'appellent la Loutre Blanche en amont de Bezange-la-Grande.

## Galerie

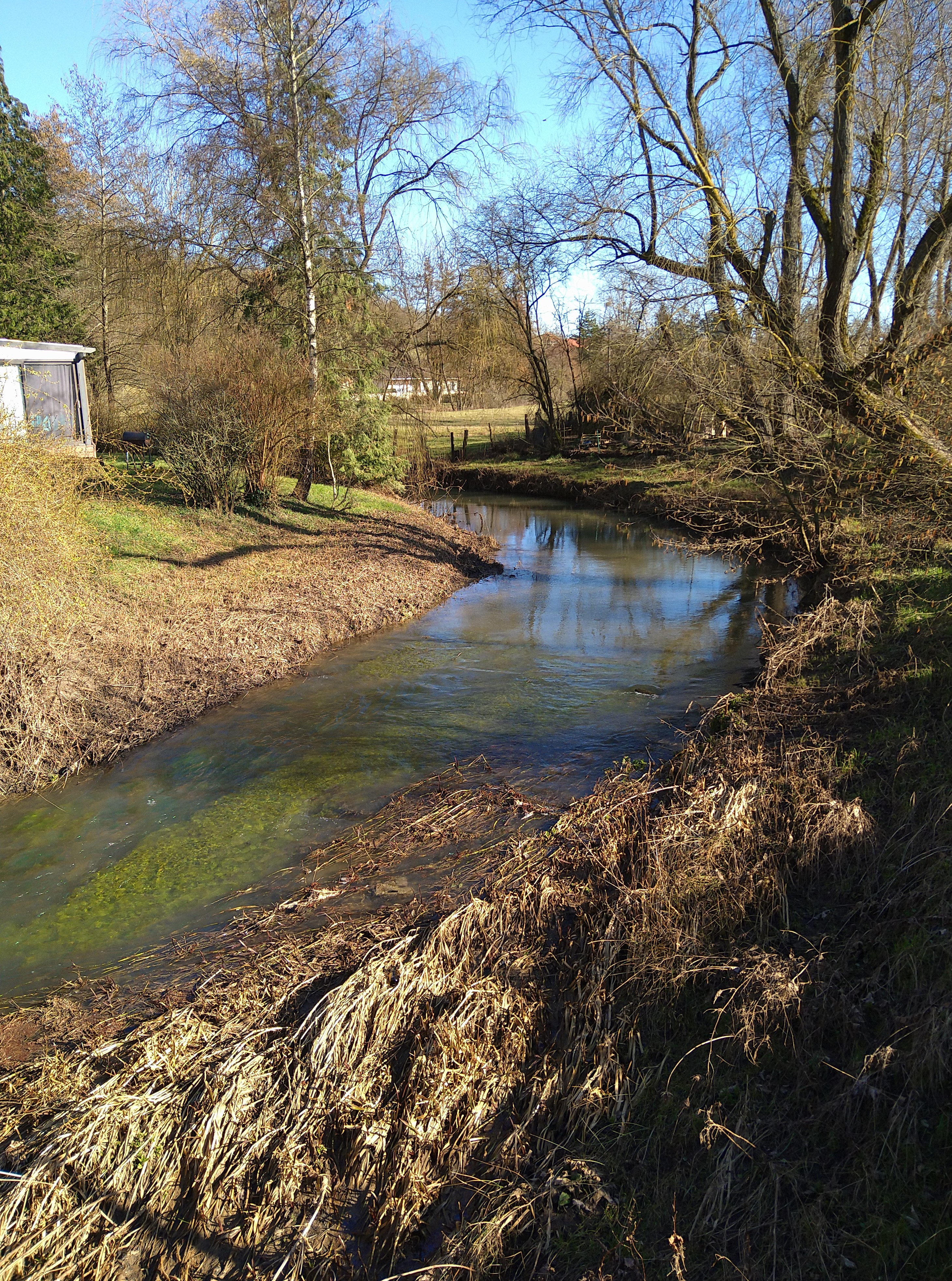
La Loutre Noire à Moncel-sur-Seille depuis la RD 674.
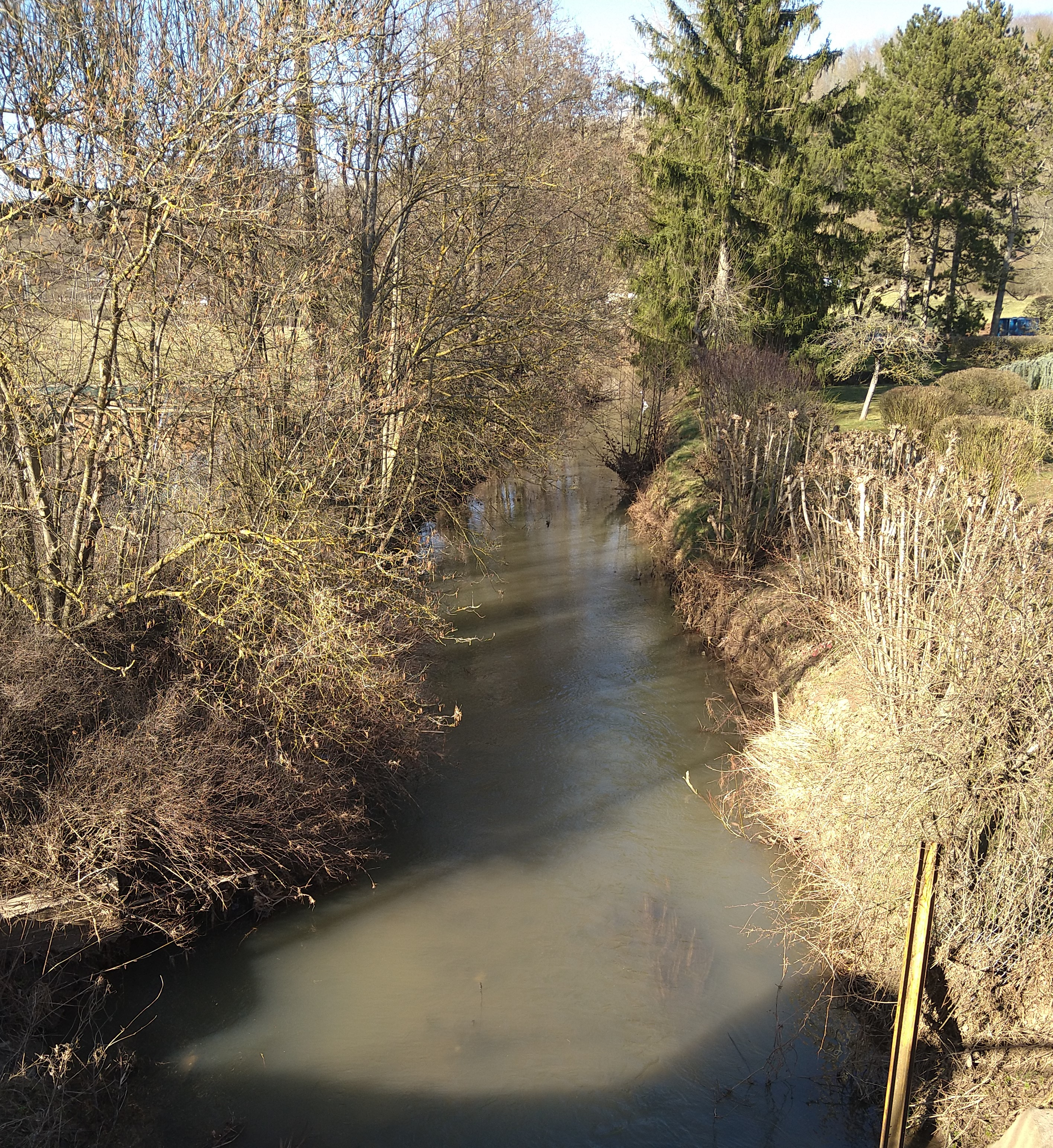
La Loutre Noire à Moncel-sur-Seille.
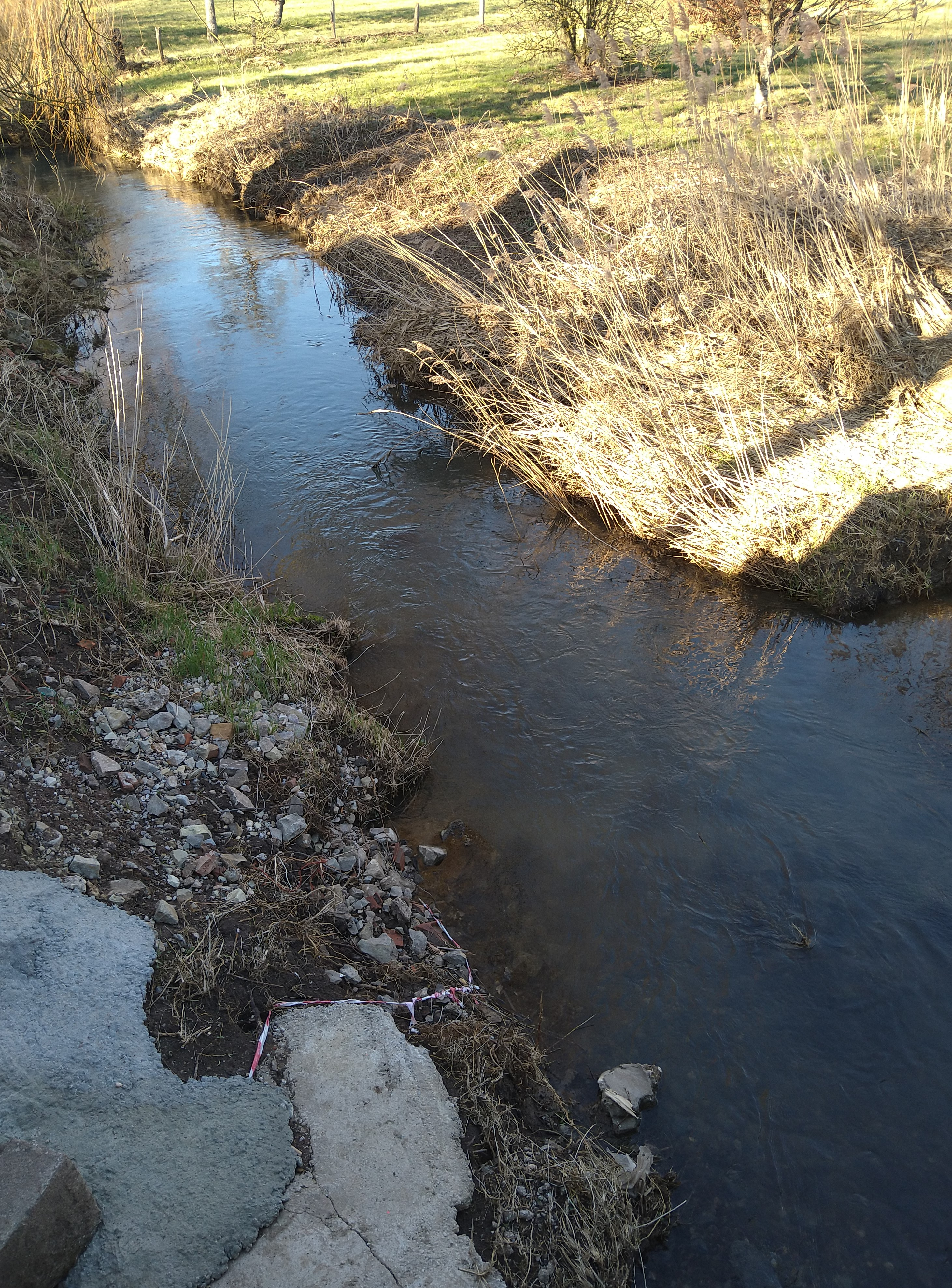
La Loutre Noire à Bezange-la-Grande sur la RD 23A rue des Jonquilles côté aval
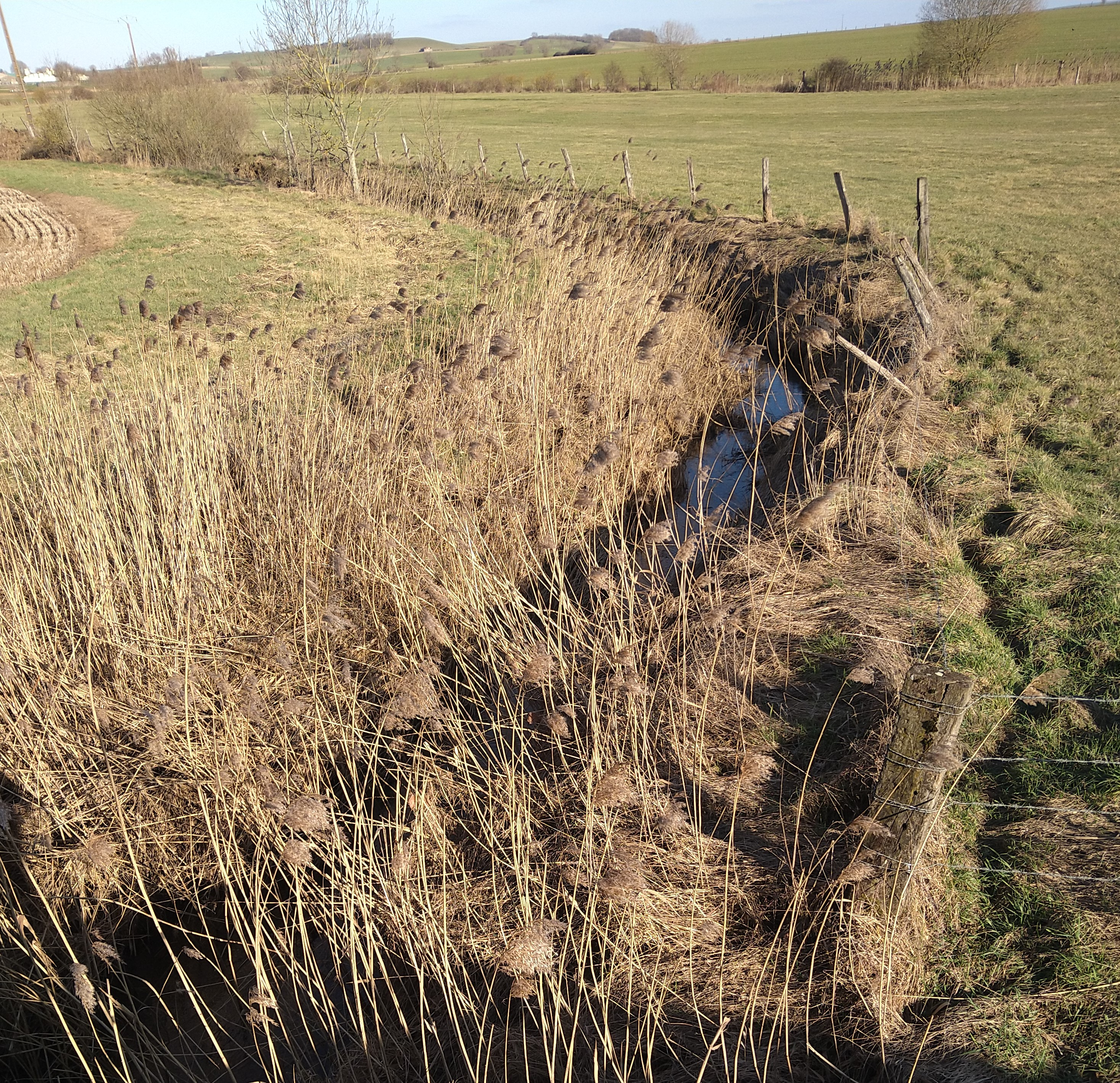
La Loutre Noire à Arracourt.
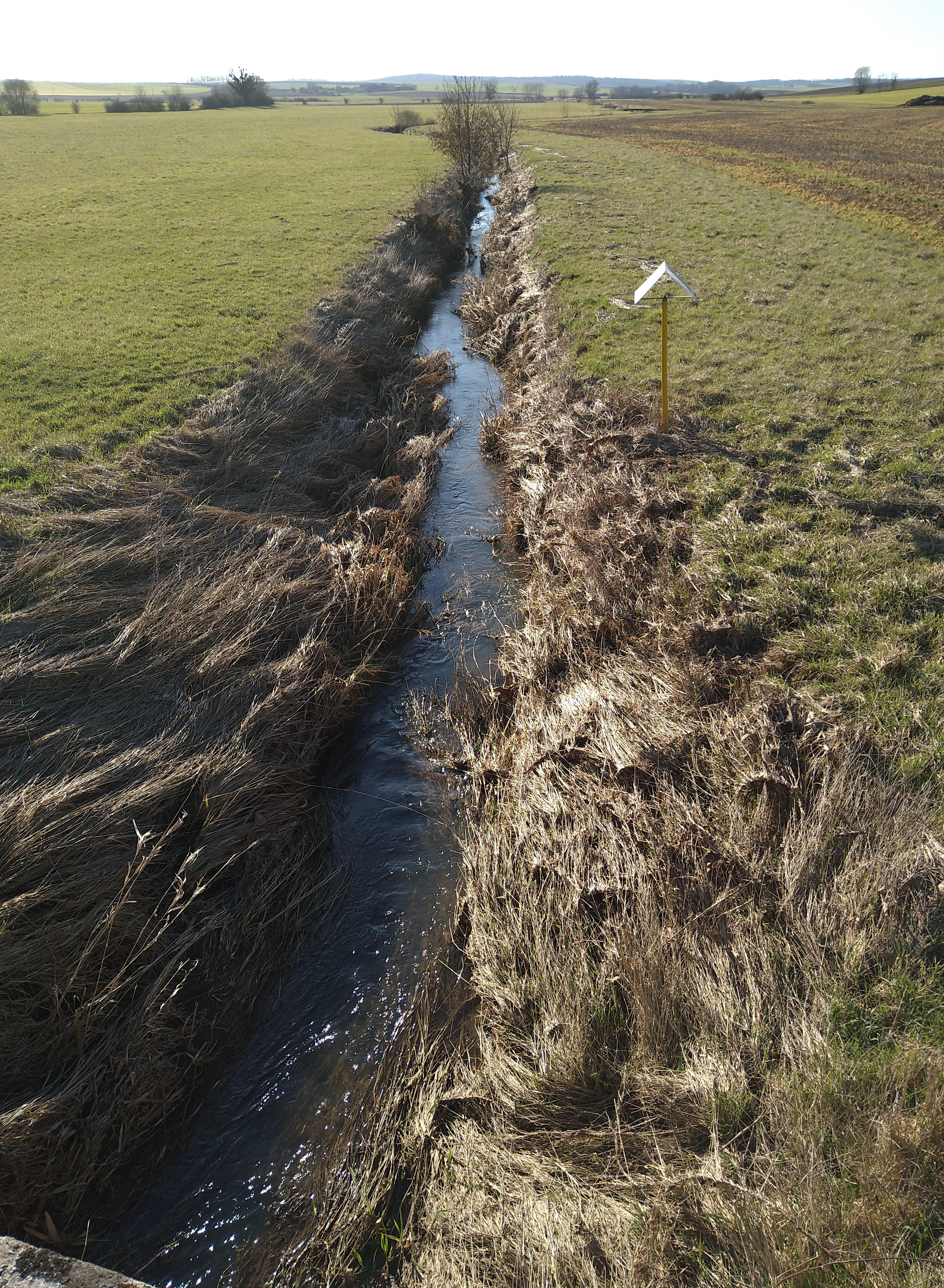
Loutre Noire à Arracourt depuis la RD 914
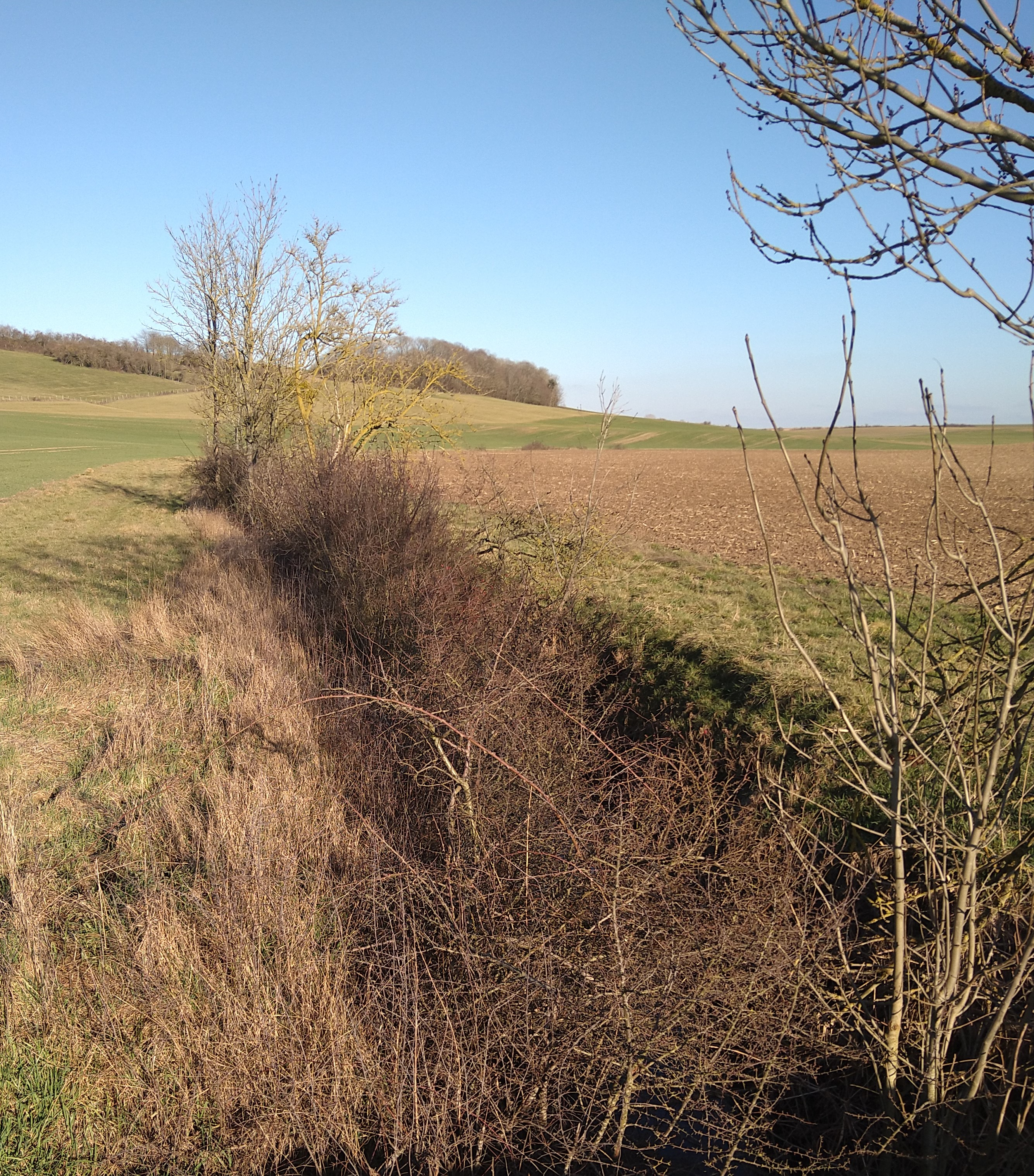
Loutre Noire à Juvrecourt D 23C côté amont vers la source
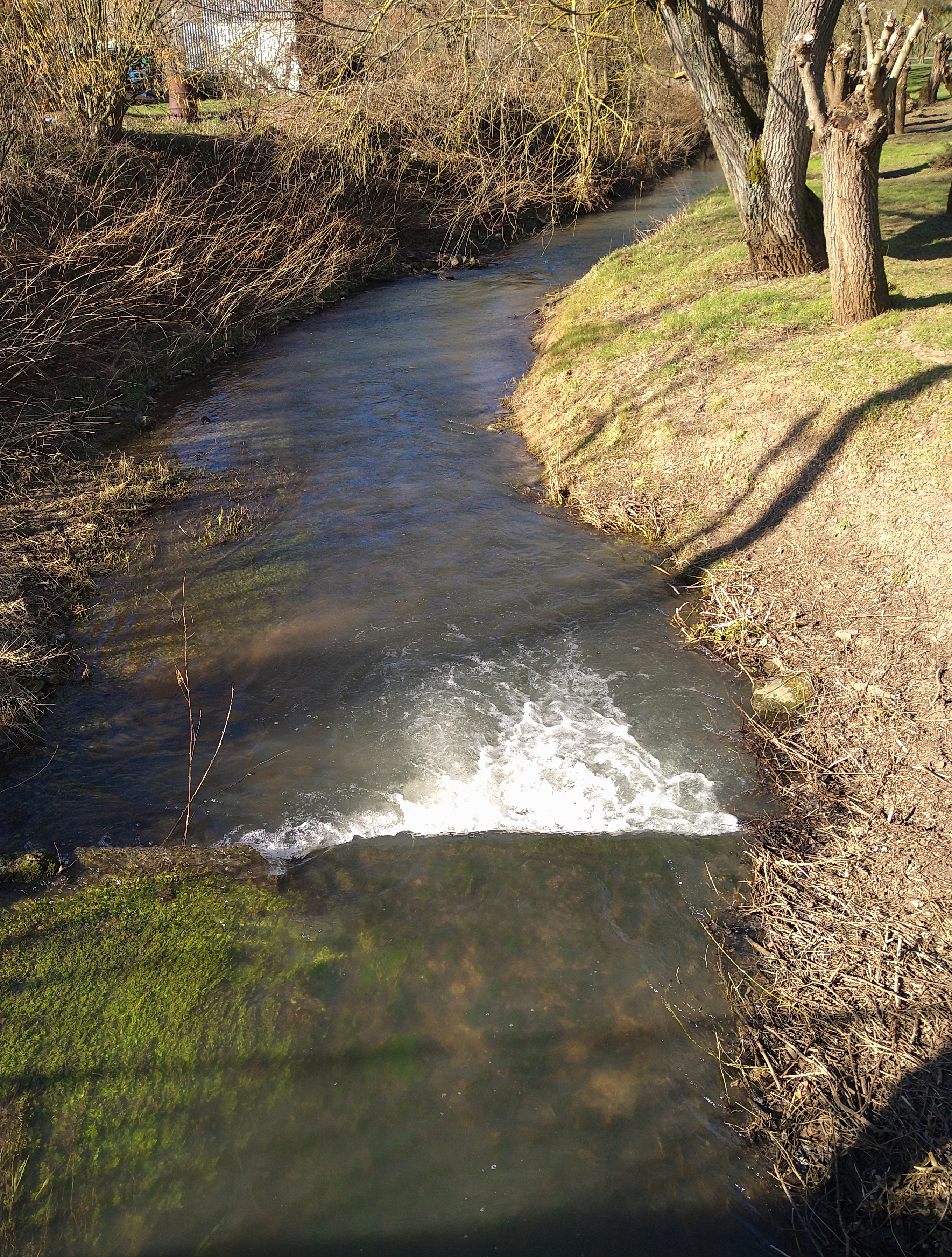
Saut sur la Loutre Noire à Moncel-sur-Seille rue J. Grandidier côté aval